# Самервил (Западна Вирџинија)
Самервил (енгл. Summersville) град је у америчкој савезној држави Западна Вирџинија.

## Демографија
По попису из 2010. године број становника је 3.572, што је 278 (8,4%) становника више него 2000. године.
| Група             | 2000.         | 2010.         |
| Белци             | 3.214 (97,6%) | 3.444 (96,4%) |
| Афроамериканци    | 2 (0,1%)      | 13 (0,4%)     |
| Азијати           | 20 (0,6%)     | 31 (0,9%)     |
| Хиспаноамериканци | 39 (1,2%)     | 51 (1,4%)     |
| Укупно            | 3.294         | 3.572         |